# لیکوود ویلیج (تگزاس)
لیکوود ویلیج، تگزاس (به انگلیسی: Lakewood Village, Texas) یک شهر در ایالات متحده آمریکا با جمعیت ۵۴۵ نفر است که در تگزاس واقع شده‌است.

## موقعیت جغرافیایی
موقعیت جغرافیایی شهرها و مناطق اطراف به شرح زیر است: